# أنوشتكين شيركير
أنوشتكين شيركير (قُتل سنة 525 هـ/ 1131 م)، أحد أمراء وأتابكة السلاجقة. كان أحد أمراء السلطان محمد السلجوقي، وعندما أعطى السلطان آوه وساوة وزنجان لابنه عام 504 هـ، جعل الأمير شيركير تابعاً له أيضاً.
السلطان محمد الذي كان شديد العداء للباطنية بعد انتصاره على أحمد بن عبد الملك بن عطاش ومعاقل الباطنيين في أصفهان، أراد قمع الألموتيين أيضًا. لذلك كلف الكاتب شيركير بهذه المهمة. وفي بداية عام 503 هـ نزل على باب قزوين وركض إلى قلعة لمسر، وبعد فترة وجيزة حاصر ألموت مع ابنه عمر ونبلاء مثل أحمديل وجوالي السقا وقراجة ساقي. ويبدو أن هذا الحصار استمر لفترة طويلة، إذ لم يتمكن في عام 505 هـ من الاستيلاء إلا على بعض حصون ألموت. وبنى مواقع حول ألموت وأسكن الجنود هناك حتى لا يضطربوا بسبب الحصار الطويل. وكان السلطان محمد يرسل دائمًا المعدات والأموال والرجال، وحاول أنوشتكين غزو ألموت حتى أصبح الأمر صعبًا على الألموتيين. لكن في هذه الأثناء جاء خبر وفاة السلطان محمد عام (511 هـ) وحكام السلاجقة، رغم معارضة أنوشتكين، تركوا الحصار غير مكتمل وتراجعوا. وبالإضافة إلى ذلك، يوضح تقرير حافظ آبرو (ص 213-216) أن أنوشتكين كان يقود الحصار لمدة 8 سنوات من 503 إلى 511 م. ولكن بما أنه لم يذكر في المصادر خلال تلك السنوات، فقد ظن بعض المؤرخين أن أنوشتكين توفي عام 511م.
وعلى كل حال، بعد وفاة السلطان محمد، لم تعد هناك أخبار عن أنوشتكين حتى عام 513 هـ، ويبدو أنه كان لا يزال يعيش أتابك طغرل في أملاكه حتى أخرجه السلطان محمود هذا العام من أتابك طغرل وعزل الأمير جونتغدي. أخذ جونتغدي أنوشتكين وسجنه، لكن السلطان سنجر أطلق سراحه وذهب أنوشتكين إلى زنجان. ويبدو أنه لهذا السبب عندما حدث صراع بين السلطان مسعود وأخيه محمود عام 515، انضم أنوشتكين إلى مسعود وذهب إلى حرب محمود. وبعد ذلك، طالب آق سنقر الأحمديلي، الذي بعد وفاة جونتغدي عام 515 هـ، أتابكي طغرل وحرضه على محمود، وطلب المساعدة من شيركير. وانضم إليهم أيضًا، لكن الأمر انتهى بسلام. ومن الواضح أن أنوشتكين انضم إلى محمود بعد هذا الحادث وتم تعيينه مرة أخرى في أتابكي طغرال. وفي عام 521م ذهب السلطان سنجر إلى الري وأخذ شيركير من أتابكي طغرل وعين قرة سنقر. ومن الآن فصاعدا لا يوجد أي خبر عن أنوشتكين، إلا أنه قبل وقت قصير من وفاة السلطان محمود في همدان (شوال 525)، قام قوام الدين أبو القاسم الدرغزيني، أثناء اختياره للوزير، بقتل أنوشتكين وابنه شرف الدولة عمر لخوفه منهم في جمادى الآخرة سنة 525. ويبدو أن هذه كانت رغبة المطلعين الذين كانوا يميلون إليهم على ما يبدو في الانتخابات، وفي بعض جرائم القتل السياسي الأخرى التي حدثت على يد الوزير في الوقت نفسه، يمكن رؤية يد المطلعين. لكن الدرغزيني لم يبق طويلاً وفي عام 527 هـ، عندما هُزم طغرل على يد السلطان مسعود، غضب على الوزير وقال يجب أن يُشنق، وعندما انقطع الحبل، هجم عليه أحد عبيد أنوشتكين وقتله. وبحسب ابن الأثير (10/ 687)، فلما سلك طغرال الطريق، هرع عبيد أنوشتكين إلى الوزير وقتلوه.